# 餓鬼岳
餓鬼岳（がきだけ）は、飛騨山脈（北アルプス）にある標高2,647mの山。山体すべてが長野県に属し、中部山岳国立公園内にあり、日本二百名山に選定されている。

## 概要
高瀬川の支流の源流の花崗岩質の山である。北西約5.1kmの位置に高瀬ダムがあり、北約4.8kmの位置には七倉ダムがある。山頂には三等三角点がある。山頂周辺は森林限界のハイマツ帯で、その砂礫部に高山植物のコマクサの群生地がある。山頂直下約100m南には、昔ながらの山小屋である餓鬼岳小屋がある。
山名の由来は安曇野から見上げる岩壁がそばだっているので、「崖（がけ）岳」が転訛したとする説もある。または麓の長野県大町市には後述の餓鬼（飢餓）の伝承も残る。
2009年（平成21年）7月18日には、麓のエリアに国営アルプスあづみの公園大町・松川地区部分（大町市、北安曇郡松川村）が開園し、観光名所となっている。

## 登山

### 登山道
登山ルートは、中房温泉から東沢乗越へ直接登るか、又は北アルプス三大急登の一つである合戦尾根を登り切り燕岳を経る場合と、白沢登山口から入るコースとがある。登山道には、梯子や桟道が設けられている。餓鬼岳から北西に、尾根に沿った唐沢岳への登山道がある。常念山脈の北端に位置し、槍ヶ岳へ向かう表銀座コースとは反対方向に当たるため、登山者は少ない。
- 餓鬼のコブ

餓鬼岳から唐沢岳に向かう山麓にある巨岩による小ピーク。丁度、天を突く巨岩が鬼の角のように見える
- 剣吊り（けんづり）

燕岳から餓鬼岳へと向かうルートで一番の難所。剣のような巨岩、奇岩が連続する
- 中房温泉ルート
- 合戦尾根ルート
- 白沢登山口ルート-白沢の渓谷美が醍醐味のルート。

白沢登山口-名瀑紅葉の滝-名瀑魚止ノ滝-最終水場-大凪山-百曲り-餓鬼岳小屋-餓鬼岳山頂
- 唐沢岳登山ルート（中上級コース）

餓鬼岳山頂-コルへ下る-餓鬼のコブ巨岩-険しい岩場滑落注意-唐沢岳山頂直下花崗岩のザレ・岩登り滑落注意-唐沢岳山頂

### 周辺の山小屋
- 餓鬼岳小屋（がきだけごや、収容70人・キャンプ指定地テント5張）-餓鬼のお札（スタンプ）が貰える、山岳バッジのデザインはカモシカ

餓鬼小屋の経営
降旗徳重（降旗新道）-伊東宗エ門（昭和48年6月降旗徳重滑落により小屋経営を託される）

- 燕山荘

## アクセス
- JR東日本大糸線信濃常盤駅が最寄りの駅
- 長野自動車道の安曇野インターチェンジが最寄りのインターチェンジ

## 餓鬼岳が登場する作品
- 『殺人山行・餓鬼岳』（小説） - 梓林太郎の作品（1997年）
- 『餓鬼岳の殺意』（小説） - 太田蘭三の著書、講談社ノベルス（1985年）のち文庫、光文社文庫
- 『北アルプス餓鬼岳の殺意』（テレビドラマ） - テレビ朝日土曜ワイド劇場（1986年5月3日）浅野ゆう子出演

## 周辺の鬼の伝承

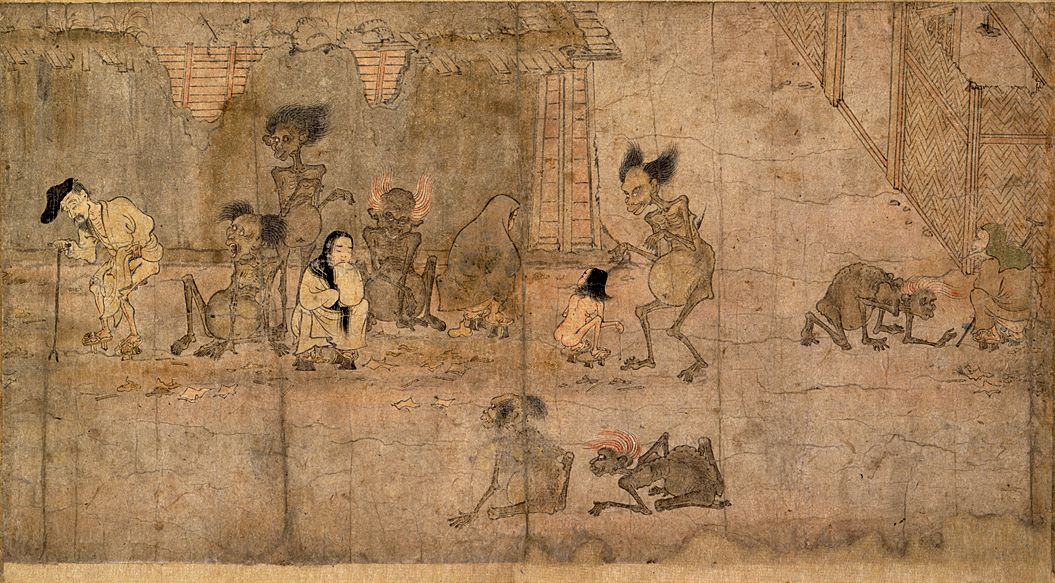
餓鬼草紙

- 餓鬼-餓鬼とは常に飢えと乾きに苦しむ仏教上の伝承。栄養不良の児童のクワシオルコル症状に似る。大町市には飢餓の伝説が残る。餓鬼岳麓の大町市常盤村は仁科王の時代に森林を開墾した伝承が残る。大町市葛温泉の｢葛｣という温泉名の由来は、慶長年間（1596年から1615年）の飢餓の際に里人が食糧に困り、｢葛くず｣を採りに山中へ行き、温泉が発見されたのが由来であるとされる。飢餓（食糧難）等のかつては厳しい自然環境にあった事がうかがえる。[5]
- 魏石鬼八面大王
- 鬼女紅葉伝説
- 鼠穴-松川村鼠族という山賊がいたという
- 信太郎伝説-松川村二本の角が生え鬼になってしまったために山に隠れたとする。
- 山姥と金太郎伝説-大町市旧八坂村大姥山、金熊川

## 周辺の山
常念山脈
唐沢岳（からさわだけ、標高2,632m） - 燕岳、有明山
後立山連峰
蓮華岳 - 針ノ木岳 - 爺ヶ岳 - 鹿島槍ヶ岳
裏銀座
烏帽子岳 - 野口五郎岳
麓の山
鍬ノ峰、しんじょから（真薯唐？）、蝮平、大凪山、信濃西山城址
長野県側の麓の安曇野の里からは常念山脈～餓鬼岳～後立山連峰と連なって見える
| 山容                                         | 山名       | 標高 (m) | 三角点等級 基準点名                  | 餓鬼岳からの 方角と距離 (km) | 備考                                        |
| -------------------------------------------- | ---------- | -------- | ------------------------------------ | ---------------------------- | ------------------------------------------- |
|                                              | 燕岳       | 2,762.85 | 二等 「燕岳」                        |                              | 燕山荘 日本二百名山                         |
|                                              | 有明山     | 2,268.34 | 二等 「有明山」                      |                              | 郷土富士、有明山神社 日本二百名山           |
| 合戦尾根から望む餓鬼岳                       | 餓鬼岳     | 2,647.19 | 二等 「餓鬼岳」                      | 0                            | 餓鬼岳小屋、餓鬼のコブ、剣ズリ 日本二百名山 |
| 信濃常盤駅から鍬ノ峰                         | 鍬ノ峰     | 1,623.14 | 二等「鍬ノ峰」                       |                              | 日帰り登山が可能、常盤富士                  |
| 餓鬼岳から望む唐沢岳                         | 唐沢岳     | 2,632.4  | 二等「唐沢岳」                       |                              | 餓鬼岳から支尾根で続く                      |
| 種池山荘から望む蓮華岳（左）と針ノ木岳（右） | 蓮華岳     | 2,798.61 | 二等「蓮華岳」                       |                              | 日本三百名山 コマクサ群生地                 |
| 爺ヶ岳方面から望む針ノ木岳と針ノ木雪渓       | 針ノ木岳   | 2,820.60 | 三等「野口」                         |                              | 日本二百名山 針ノ木小屋                     |
| 南峰から望む爺ヶ岳本峰                       | 爺ヶ岳     | 2,669.82 | 二等「祖父岳」                       |                              | 日本三百名山 種池山荘・冷池山荘             |
| 爺ヶ岳南峰から望む鹿島槍ヶ岳                 | 鹿島槍ヶ岳 | 2,889.08 | 二等「鹿島入」                       |                              | 日本百名山 針ノ木小屋                       |
| 爺ヶ岳から望む立山                           | 立山       | 3,015    | （雄山 2,991.59 m） （一等「立山」） |                              | 富山県の最高峰 日本百名山                   |

## 参考画像

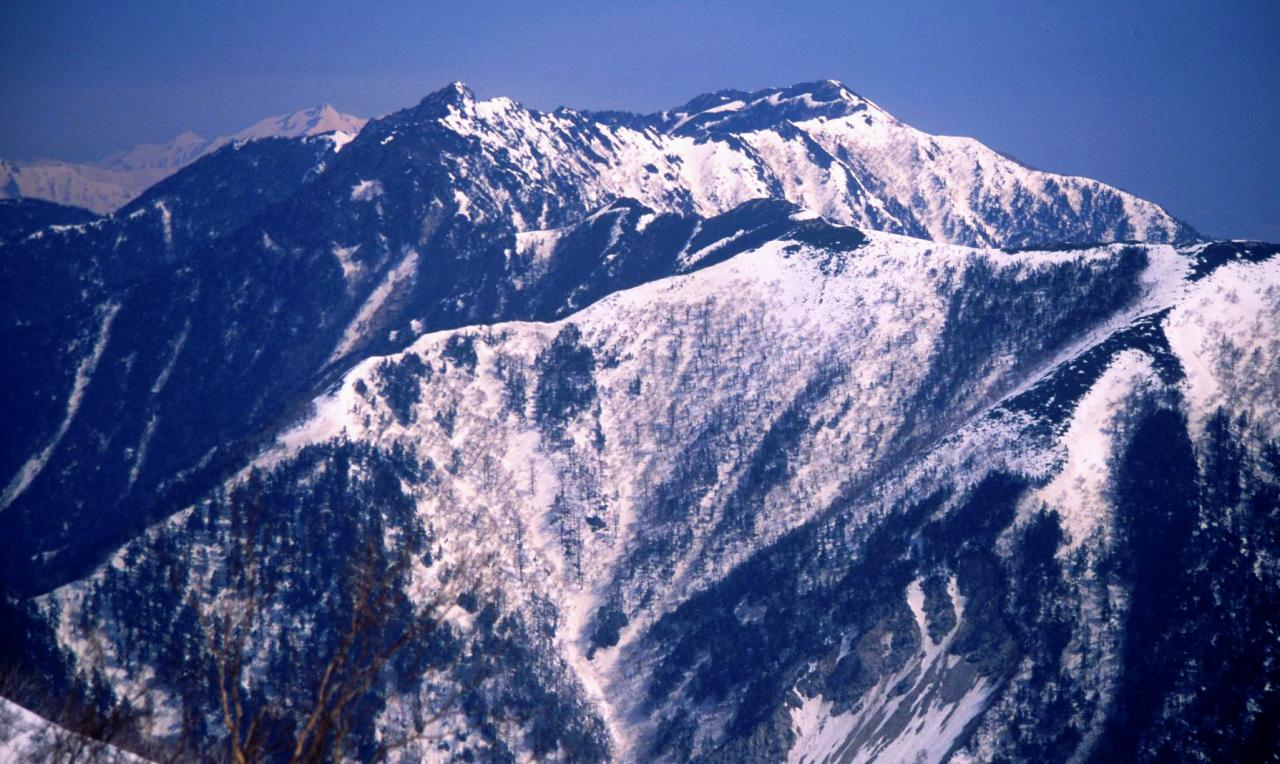
合戦尾根から望む餓鬼岳
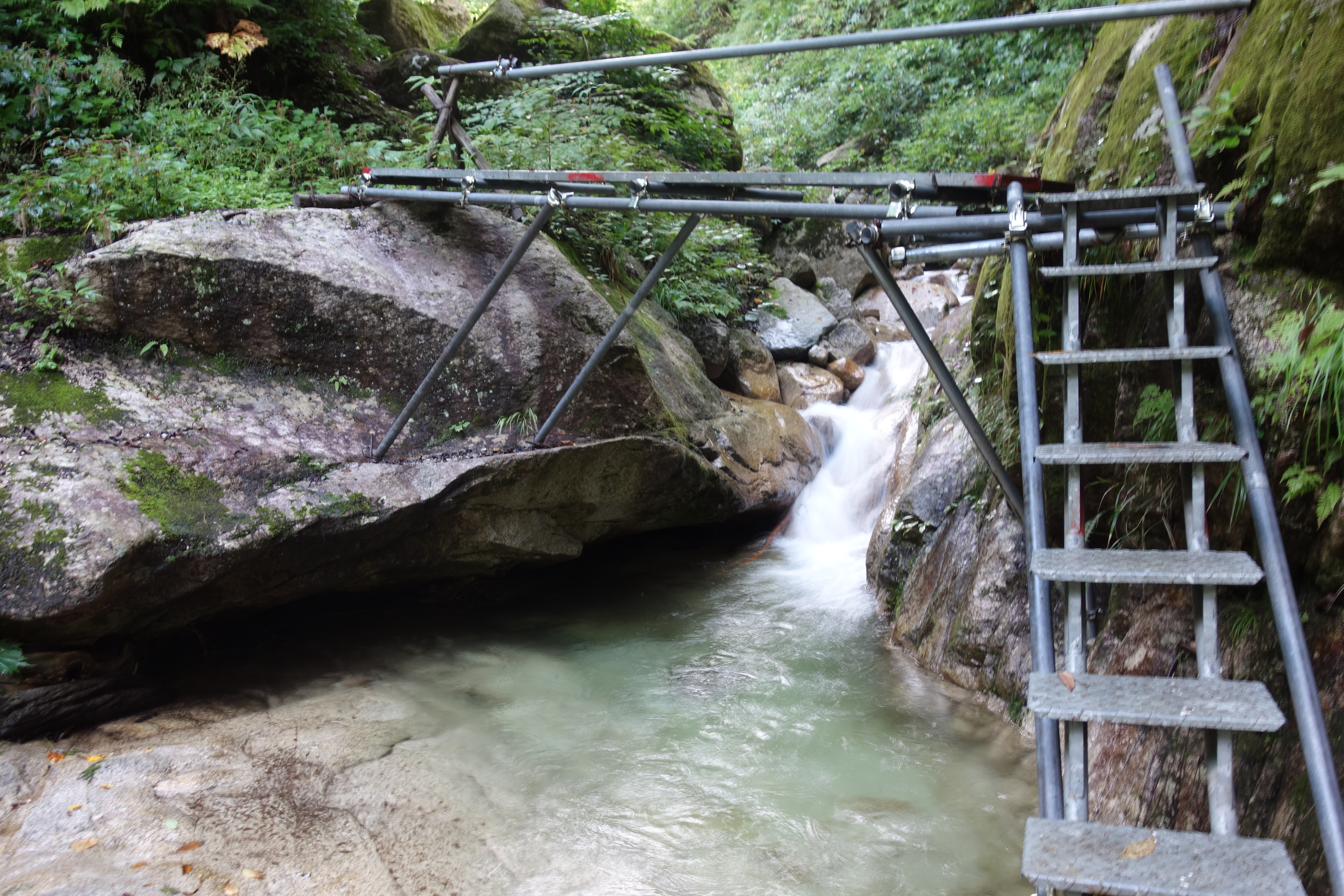
白沢を遡上する
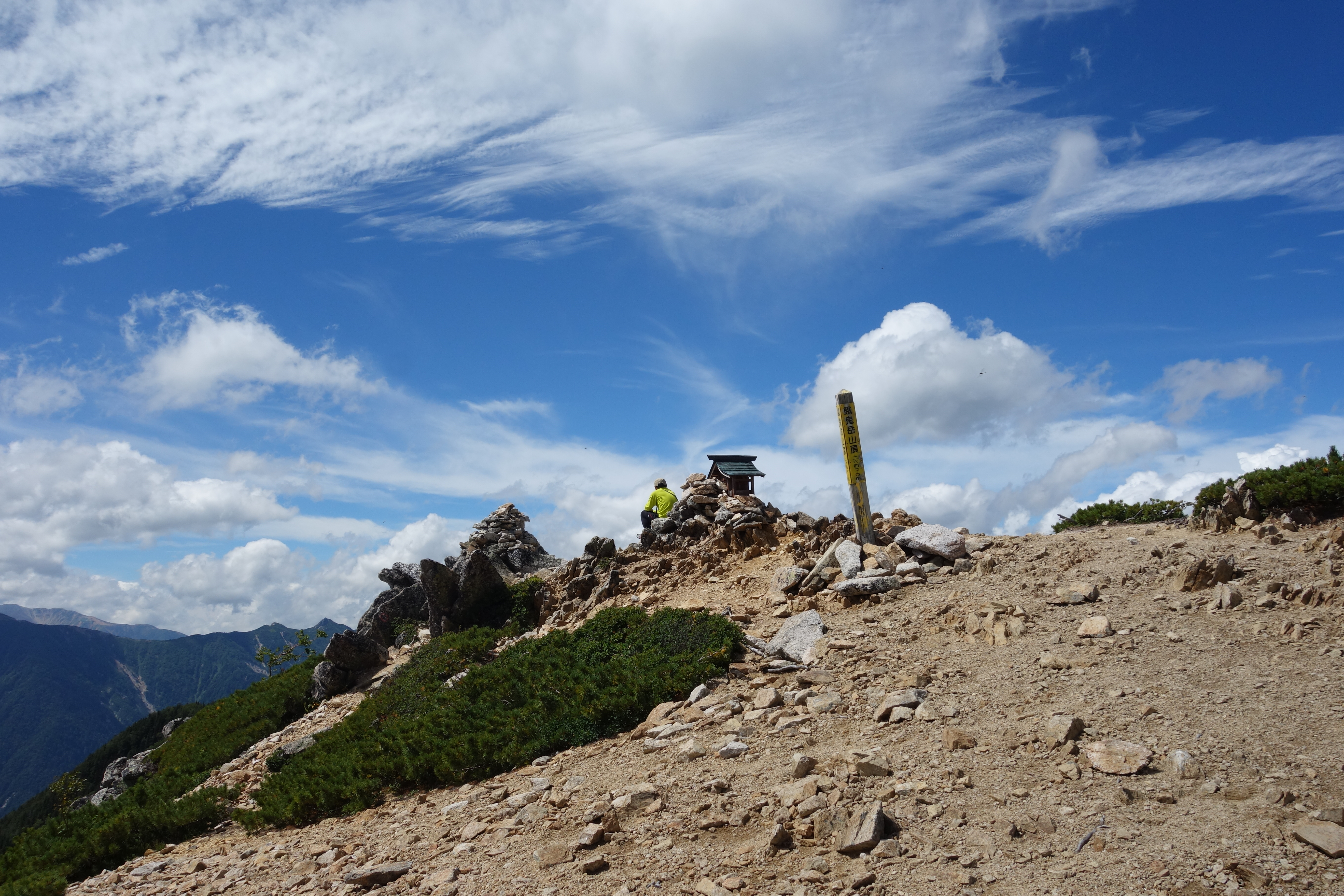
餓鬼岳山頂